# Dillo
Ne doit pas être confondu avec Dilo.
Dillo est un navigateur web minimaliste pour les plates-formes UNIX telles que BSD, Linux et Mac OS X. Dillo est un navigateur particulièrement adapté pour les vieux ordinateurs, les petites configurations et/ou les systèmes embarqués. Grâce à sa petite taille, Dillo est aussi le navigateur choisi par les distributions orientées vers les petites configurations matérielles, notamment comme Damn Small Linux.

## Histoire
Jorge Arellano Cid, un développeur chilien, conçut Dillo à la fin de l'année 1999. Il publia la première version de Dillo en décembre de cette année. Son but principal en créant Dillo était de démocratiser l'accès à l'information. Jorge Cid pensait que personne ne devait acheter un nouvel ordinateur ou payer un accès haut-débit pour profiter du web. C'est pour cela qu'il conçut Dillo pour qu'il soit léger, rapide et capable d'afficher une page sur un processeur Intel 486 avec une connexion 56k.

## Caractéristiques

### Techniques supportées
- Le protocole HTTP
- Les langages HTML/xHTML
- Les images JPEG, GIF et PNG (même semi-transparentes)

### Fonctionnalités
Dillo inclut un gestionnaire de marque page et la navigation par onglets. La police, la couleur de fond, le répertoire de téléchargements et la page d'accueil par défaut peuvent être personnalisés en éditant un fichier de configuration. Les cookies sont supportés mais ils sont désactivés par défaut pour des raisons de protection de la vie privée. Pour ces mêmes raisons et des performances accrues, le cache et l'historique sont automatiquement supprimés à la fermeture du programme.
Dillo est disponible sur une large gamme de plateformes comme Linux, BSD, Mac OS X et quelques plateformes mobiles. Ses développeurs n'ont pas fait beaucoup d'efforts pour rendre Dillo compatible avec Microsoft Windows. Jorge Cid a déclaré que Windows va à l'encontre des buts de Dillo en augmentant artificiellement la configuration matérielle requise.

### Manques
Dillo, dans sa version 2.0, ne supporte ni le JavaScript, ni le CSS, ni le Java, ni Flash, ni le texte bidirectionnel. Le HTTPS est en développement. Le support des frames est aussi limité, Dillo affiche un lien vers chaque frame et autorise l'utilisateur à n'en voir qu'une seule à la fois.

## Développement
Jorge Arellano Cid demeure le principal développeur aujourd'hui. Dillo est financé par des donations privées, les efforts pour obtenir des subventions publiques et être sponsorisé par des entreprises ont échoué. Le manque de fonds a été une des principales raisons du ralentissement du développement en 2006 et de l'arrêt total en 2007. Le projet est reparti de nouveau en 2008 et deux mois plus tard il reçut une donation de 115 € de la part de DistroWatch.
Dillo était à l'origine écrit en langage C avec la bibliothèque GTK+. Dans ses premières versions il était basé sur le moteur de rendu HTML Gzilla. Le 14 octobre 2008, Dillo 2, écrit en C/C++ et la bibliothèque FLTK fut publié. Avec anticrénelage pour différents encodage de caractères, le compatibilité avec la compression HTTP, et une amélioration du rendu des pages. Le passage de GTK+ vers FLTK supprima aussi plusieurs dépendances et réduit l'utilisation de la mémoire par Dillo de 50 %.
Le développement dans le but de supporter le CSS commença en 2002, mais une version stable de Dillo supportant le CSS n'a pas encore été publiée.

## Critiques
Dillo est mis en avant pour sa vitesse hors du commun. Néanmoins cette vitesse a un prix. Le coût le plus visible de Dillo est son incapacité à afficher des pages complexes comme elles devraient l'être. En 2008, un article de Linux.com déclara que Dillo avait une interface graphique intimidante pour les nouveaux utilisateurs, et que les plugins pour Dillo étaient rares.
De plus, la part de Dillo sur le marché des navigateurs est inférieure à 0,01 %.

## Distributions Linux
Dillo est cependant le choix fait par plusieurs distributions Linux de petites tailles :
- Damn Small Linux[3]
- Feather Linux[13]
- VectorLinux[14]
- antiX[15]
- Mustang Linux[15]